# Dobova
Dobova – wieś w Słowenii, w gminie Brežice. W 2018 roku liczyła 703 mieszkańców.